# 第一次天德军之役
第一次天德军之役是西夏与金的一次战争。这次战役是金灭辽之战期间，西夏与金的第一次战役。

## 背景
金天辅六年（1122）正月，金克辽高州（今内蒙古赤峰东）、恩州（今内蒙古喀喇沁旗东）及回纥城，遂进至辽中京大定府（今内蒙古自治区宁城县西北）城下。辽守军闻金军已到，不战自溃，金破辽中京。
金天辅六年二月，金先后占领辽国北安州（今承德西南）等地，有直取辽南京（今北京）之势，便命大将耶律淳等留守南京，辽天祚帝率军逃至鸳鸯泺（今河北北安固里淖）。金大将宗翰军出青岭，追击天祚帝。天祚帝率部逃入白水泺（今内蒙古察哈尔右翼前旗黄旗海）。金军尾随紧追不舍，辽向西夏夏崇宗求救，夏崇宗派5000骑兵援救辽西京大同府。
金天辅六年、西夏元德四年四月，金破辽西京，完颜杲率军直逼白水泺，天祚帝乘轻骑逃入夹山（今内蒙古土默特左旗西北），太行山以西的辽国城池诸城皆降金。而此时，西夏援军尚未抵达辽西京，辽西京已经被金军攻破。夏崇宗闻讯，又派大将李良辅带领3万西夏军援助辽国，以保护逃亡受惊的天祚帝。李良辅带领西夏军与追击天祚帝的金国军队在天德军相遇。

## 经过
金军至前套平原东部天德军地界，金军都统完颜娄室派遣突捻、补以二将带领二百轻骑兵作为斥候，被李良辅全歼。李良辅知道将会遭遇金兵大部队，便设下埋伏。不一会儿，金军大将阿土罕带领数百骑兵前来攻击，进入西夏军包围圈，遭遇伏击，金军被歼灭，主将阿土罕放弃马匹，爬过山坡得以逃脱。

## 影响
这次战役是西夏和金的第一次交锋，西夏军所歼灭的只是金的先锋部队，并未与金军主力部队遭遇，因此并未太大意义。西夏军因小胜而轻视金军，导致了该年六月、八月两次对金战役的失败。西夏随后调整了对金的外交政策，向金派出使者庆贺。